# Sylvain Moniquet
Sylvain Moniquet (* 14. ledna 1998) je belgický profesionální silniční cyklista jezdící za UCI ProTeam Lotto–Dstny.

## Hlavní výsledky
2016
Giro di Basilicata
6. místo celkově
2018
Tour du Jura
4. místo celkově
2019
Triptyque Ardennais
 celkový vítěz
 vítěz soutěže mladých jezdců
vítěz 3. etapy
Tour de Liège
4. místo celkově
Grand Prix Priessnitz spa
6. místo celkově
2020
4. místo Piccolo Giro di Lombardia
Ronde de l'Isard
7. místo celkově
Tour de Savoie Mont-Blanc
8. místo celkově
2022
Deutschland Tour
7. místo celkově
8. místo Classic Grand Besançon Doubs
2023
Tour de Hongrie
5. místo celkově
Tour of Guangxi
10. místo celkově
10. místo Mercan'Tour Classic
2024
6. místo Okolo Slovenska
9. místo Classic Grand Besançon Doubs
Vuelta a España
lídr  v etapách 4–7

### Výsledky na Grand Tours
| Grand Tour      | 2021 | 2022 | 2023 |
| --------------- | ---- | ---- | ---- |
| Giro d'Italia   | —    | 48   | —    |
| Tour de France  | —    | —    | —    |
| Vuelta a España | 83   | —    | 94   |

| —   | Nezúčastnil se |
| DNF | Nedokončil     |